# Curtia diffusa
Curtia diffusa är en gentianaväxtart som först beskrevs av Carl Friedrich Philipp von Martius och som fick sitt nu gällande namn av Adelbert von Chamisso.
Curtia diffusa ingår i släktet Curtia och familjen gentianaväxter. Inga underarter finns listade i Catalogue of Life.